# Steal My Girl
Steal My Girl è un singolo del gruppo musicale britannico One Direction, il primo estratto dal quarto album in studio Four e pubblicato il 29 settembre 2014.

## Descrizione
Traccia d'apertura di Four, Steal My Girl è stata scritta dai cinque componenti del gruppo insieme a Wayne Hector, John Ryan, Julian Bunetta, Ed Drewett.

## Video musicale
Il videoclip, diretto da Benjamin e Gabe Turner, è stato pubblicato il 24 ottobre 2014. In esso è presente l'attore statunitense Danny DeVito.

## Tracce
Download digitale
1. Steal My Girl – 3:47

Download digitale – remix
1. Steal My Girl (Big Payno & AFTERHRS Pool Party Remix) – 5:20

CD singolo (Regno Unito)
1. Steal My Girl – 3:47
2. Steal My Girl (Acoustic Version) – 3:47